# 平濑希达贝
平濑希达贝（学名：Schilderia hirasei）为宝贝科希达贝属的动物。分布于日本、澳大利亚、菲律宾，包括台湾水域、东海等海域，主要栖息于较深水域以及可能生活在光滑的海底。该物种的模式产地在日本纪伊。